# Małgorzata Dłużewska
Małgorzata Dłużewska-Wieliczko, född den 11 mars 1951 i Koronowo i Polen, är en polsk roddare.
Hon tog OS-silver i tvåa utan styrman i samband med de olympiska roddtävlingarna 1980 i Moskva.